# کاتالی (بازیکن فوتبال)
کاتالی (انگلیسی: Catali؛ زادهٔ ۲۱ ژوئیهٔ ۱۹۶۱) بازیکن فوتبال است.